# Micraxylia varians
Micraxylia varians là một loài bướm đêm trong họ Noctuidae.